# Радухівка
Ра́духівка — село в Зорянській сільській громаді Рівненського району Рівненської області України. Населення становить 387 осіб.

## Географія
Селом протікає струмок Сухівський.